# La Jambe
Pour plus de détails, voir Fiche technique et Distribution.
La Jambe (russe : Нога́, Noga) est l'unique long métrage du réalisateur russe Nikita Tiagounov (ru) sorti en 1991. Basé sur la nouvelle éponyme de William Faulkner (The Leg, 1934) le film transpose l'histoire dans l'époque de la guerre d'Afghanistan et traite des conséquences psychologiques de ses traumatismes sur un soldat russe interprété par Ivan Okhlobystine.

## Synopsis
Valéry Martynov, surnommé Martyne, avec son ami Le Roux, directement du banc des étudiants est appelé effectuer son service militaire. On les envoie au Tadjikistan, dans le régiment d'entraînement. Un jour on leur ordonne d'aller planter un panneau sur une route éloignée. Sur le chemin de retour, ils chantent les paroles de la Divine Comédie de Dante sur un air de marche militaire. Il y a une maison à proximité. Ils font connaissance avec les gens qui y vivent: la belle Camille et son frère, qui les invitent à dîner. Martyne tombe amoureux de Camille.
Les deux amis sont envoyés en Afghanistan. Le Roux est capturé par les ennemis et tué. En voulant le venger Martyne s'empare d'un véhicule de combat d'infanterie et le dirige sur un paisible village. Blessé lui-même dans cet accident il est évacué dans un hôpital où on lui ampute une jambe.
Après la guerre, Martyne devient une personne toute différente. Il lui semble que sa jambe amputée s'est matérialisé, qu'elle vit quelque part sa propre vie et agit comme un meurtrier. Le fantôme du Roux vient le voir et Martyne lui demande de trouver la jambe, de la tuer et de l'enterrer. Martyne envie Le Rouge parce qu'il n'a tué personne avant sa mort. En sortant de l'hôpital, ayant reçu une prothèse expérimentale, Martyne s'installe dans la première ville qui se présente. Il vient rendre visite à son frère aîné, qui voit comment son cadet a changé, qu'il est devenu un estropié dans tous les sens du terme.
Entre-temps, il s'avère que Camille a été assassinée, et dans ses affaires, une photo de Martyne a été trouvée, avec un regard insolent et une signature provocante. Les résidents disent qu'ils ont entendu le rire caractéristique de Martyne près de l'endroit où elle a été tuée. Martyne est convoqué pour l'enquête, mais il a un alibi - il était à l'hôpital à l'heure du crime. Le frère de Camille trouve Martyne et tente de lui porter un coup de couteau. Martyne est convaincu maintenant que la jambe son double maléfique est vraiment vivante. Il retourne au Tadjikistan, à l'endroit où Camille a vécu et a été tué. Dans la scène finale du film, il rencontre son double, l'incarnation du mal, face à face.

## Fiche technique
- Titre du film : La Jambe
- Titre original : Нога
- Réalisation : Nikita Tiagounov (ru)
- Scénario : Nadejda Kojouchanaïa (en)
- Photographie : Sergueï Lioubtchenko
- Direction artistique : Nikolaï Sakharov, Vladimir Erofeev
- Musique : Oleg Karavaïtchouk
- Ingénieur du son : Youri Galiatkine
- Montage : Vera Ostrinskaïa
- Producteur : Aleksandr Mikhaïlov
- Directeur de production : Renat Davletiarov
- Studio : Studia 12A
- Durée : 89 minutes
- Pays d'origine : URSS
- Année de réalisation : 1991

## Distribution
- Ivan Okhlobystine sous le nom de scène Ivan Tchoujoï : Valéry Martynov dit Martyne
- Piotr Mamonov : Nikolaï Martynov, frère de Valéry
- Ivan Zakhava : Le Roux
- Natalia Petrova : Camille
- Farkhad Makhmoudov (ru) : frère de Camille
- Lioudmila Larionova : Liouda, la voisine
- Sherali Abdukaisov : enquêteur
- Oksana Mysina (en) : Angelique
- Nadejda Kojouchanaïa (en) : infirmière

## Récompenses
- Prix du Festival Kinotavr du meilleur acteur dans la catégorie Films pour élite (Фильмы для избранных) pour Ivan Okhlobystine 1992